# Роман Антиохијски
Роман Антиохијски је хришћански подвижник, сиријски пустињак, светитељ у лику преподобног, из 5. века.
Податке о животу Романа износи Теодорит Кирски у 11. поглављу своје књиге „Историја богољубаца“. Роман је рођен и одрастао у киликијском граду Рос (гр: Ρωσος). Након тога, Роман је отишао у Антиохију, где се настанио и проживео све време свог живота ван градских зидина, у чудном и, штавише, веома скученом дому. Роман до своје старости никада није користио ватру нити користио лампе. Храна му је била само хлеб и со, а пио је само изворску воду. Роман је подражавао светог Теодосија. 
Подвижник није шишао косу, њена дужина је била до његових ногу; Након тога, коса му је постала још дужа, због чега ју је везао око бокова. Као и Теодосије, носио је исту одећу – кошуљу и вериге. Како преноси Теодорит, Роман се одликовао кротошћу расположења, једноставношћу и скромношћу начина размишљања. Људи који су долазили код Романа добијали су од њега духовно вођство. Теодорит Кирски пише о дару чудотворства – подвижник је често исцељивао најтеже болести и излечио многе жене од неплодности. 
Доживео је дубоку старост. Умро је почетком 5. века.
Православна црква га прославља 27. новембра (10. децембра).